# وزارة الطيران (الصومال)
وزارة الطيران هي الوزارة المسؤولة عن الإشراف على النقل الجوي وجميع الأمور المتعلقة بالطيران في الصومال. وزير الطيران الحالي هي فردوسة عثمان طوري